# Паша (река)
Па̀ша (на руски: Па̀ша) е река в Ленинградска област на Русия, ляв приток на Свир, от басейна на Нева. Дължина – 242 km. Площ на водосборния басейн – 6650 km².
Река Паша изтича от югозападния ъгъл на езерото Пашозеро, разположено на 116 m н.в., намиращо се на западния склон на Вепсовското възвишение, в Ленинградска област. В най-горното си течение, до село Андронниково тече в южна посока, след това до село Валгино – в посока запад-югозапад, а след това до устието си – в северна посока през силно заблатена и залесена долина. В горното и средното течение силно меандрира. Влива се отляво в река Свир (от басейна на Нева), при нейния 8 km, на 5 m н.в., при село Свирица. Основни притоци: леви – Болшая Пялица (32 km), Явосма (53 km), Сязнега (38 km); десни – Капша (115 km), Сапа (33 km), Шижня (53 km), Кондега (44 km). Има смесено подхранване с преобладаване на снежното с ясно изразено пролетно пълноводие през месец май. Среден годишен отток около 70 m³/s, максимален – 1200 m³/s. Заледява се през ноември, а се размразява през 2-рата половина на април. В долното си течение е плавателна за плиткогазещи съдове до село Батогово. По бреговете на реката са разположени около 20, предимно малки населeни места, в т.ч. селата Паша и Свирица в най-долното течение.